# Eriborus iavilai
Eriborus iavilai är en stekelart som först beskrevs av Cheesman 1936.  Eriborus iavilai ingår i släktet Eriborus och familjen brokparasitsteklar. Inga underarter finns listade i Catalogue of Life.